# Daouda Peeters
Daouda Peeters (Port Kamsar, Guinea, 26 de enero de 1999) es un futbolista guineano, nacionalizado belga, que juega de centrocampista en Las Vegas Lights F. C. de la USL Championship.

## Trayectoria
Empezó a formarse como futbolista en las filas inferiores del Lierse SK, Club Brujas, U. C. Sampdoria y de la Juventus de Turín hasta que finalmente en 2020 subió al primer equipo. Hizo su debut con el primer equipo el 29 de julio de 2020 en un encuentro de la Serie A contra el Cagliari Calcio, donde sustituyó a Rodrigo Bentancur en el minuto 76. Un año después de ese momento fue cedido con opción de compra al Standard de Lieja una temporada.

## Estadísticas

### Clubes
Actualizado al último partido disputado el 3 de noviembre de 2024.
| Club                        | Div.          | Temporada     | Liga  | Liga  | Copas nacionales | Copas nacionales | Copas internacionales | Copas internacionales | Total | Total |
| Club                        | Div.          | Temporada     | Part. | Goles | Part.            | Goles            | Part.                 | Goles                 | Part. | Goles |
| --------------------------- | ------------- | ------------- | ----- | ----- | ---------------- | ---------------- | --------------------- | --------------------- | ----- | ----- |
| Juventus Next Gen · Italia  | 3.ª           | 2019-20       | 18    | 0     | 4                | 0                | —                     | —                     | 22    | 0     |
| Juventus de Turín · Italia  | 1.ª           | 2019-20       | 1     | 0     | 0                | 0                | —                     | —                     | 1     | 0     |
| Juventus de Turín · Italia  | Total club    | Total club    | 1     | 0     | 0                | 0                | 0                     | 0                     | 1     | 0     |
| Juventus Next Gen · Italia  | 3.ª           | 2020-21       | 30    | 0     | 0                | 0                | —                     | —                     | 30    | 0     |
| Standard de Lieja · Bélgica | 1.ª           | 2021-22       | 5     | 0     | 0                | 0                | —                     | —                     | 5     | 0     |
| Standard de Lieja · Bélgica | Total club    | Total club    | 5     | 0     | 0                | 0                | 0                     | 0                     | 5     | 0     |
| F. C. Südtirol · Italia     | 2.ª           | 2023-24       | 19    | 0     | —                | —                | —                     | —                     | 19    | 0     |
| F. C. Südtirol · Italia     | Total club    | Total club    | 19    | 0     | 0                | 0                | 0                     | 0                     | 19    | 0     |
| Juventus Next Gen · Italia  | 3.ª           | 2024-25       | 10    | 0     | 1                | 0                | —                     | —                     | 11    | 0     |
| Juventus Next Gen · Italia  | Total club    | Total club    | 58    | 0     | 5                | 0                | 0                     | 0                     | 63    | 0     |
| Total carrera               | Total carrera | Total carrera | 83    | 0     | 5                | 0                | 0                     | 0                     | 88    | 0     |

## Palmarés

### Campeonatos nacionales
| Título  | Club              | País   | Año  |
| ------- | ----------------- | ------ | ---- |
| Serie A | Juventus de Turín | Italia | 2020 |